# Johannes de Doperkerk (Katwijk)
De Johannes de Doperkerk is een rooms-katholieke kerk in Katwijk aan den Rijn, in de Nederlandse provincie Zuid-Holland. De uit 1911 stammende kerk is gebouwd in neogotische stijl en werd ontworpen door Jean van Groenendael. De kerk is gewijd aan Johannes de Doper en staat aan de Kerkstraat. Naast de kerk ligt een begraafplaats.
In 1388 viel heel Katwijk onder de parochie van Valkenburg, die voor het eerst in de 9e eeuw werd genoemd. Het patronaatsrecht van deze kerk (recht op de opbrengsten en het recht de pastoor te benoemen) lag in de 12e eeuw bij de graaf van Holland. In 1241 schonk graaf Willem II dit recht aan de Duitse Orde van (Utrecht) (een ridderorde). In 1295 was in Katwijk aan den Rijn een kapel van het Leprozenhuis te Leiden gevestigd. In 1388 werd Katwijk een zelfstandige parochie, waar Valkenburg nu als kapel onder viel. In 1461 werd Katwijk aan Zee afgesplitst als een zelfstandige parochie. Tijdens de Reformatie wordt de kerk genaast door de overheid en beschikbaar gesteld aan de protestanten.
Na de reformatie duurde het tot in de 19e eeuw voor rooms-katholieken weer hun eigen kerken mochten stichten. Voor die tijd kerkten zij in zogenaamde schuilkerken: dit waren gebouwen die niet als een kerk herkenbaar mochten zijn. De huidige Johannes de Doperkerk is gewijd in 1911. In de kerk staat een neogotisch hoofdaltaar. En in de rechterzijbeuk staat het oude barokke hoofdaltaar afkomstig uit de voormalige rooms-katholieke kerk te Katwijk aan den Rijn die tot de voltooiing van de huidige kerk stond aan de grote steeg.
Per 1 januari 2012 is de katholieke gemeenschap van Katwijk onderdeel geworden van de fusie parochie van de H. Augustinus welke samen gevormd wordt door de gemeenschappen in Wassenaar, Oegstgeest en Voorschoten. Deze fusie is ontstaan door onder andere het teruggelopen kerkbezoek en het steeds moeilijker vinden van een Pastoor om een heel pastoraal team mee te vormen.

## Afbeeldingen

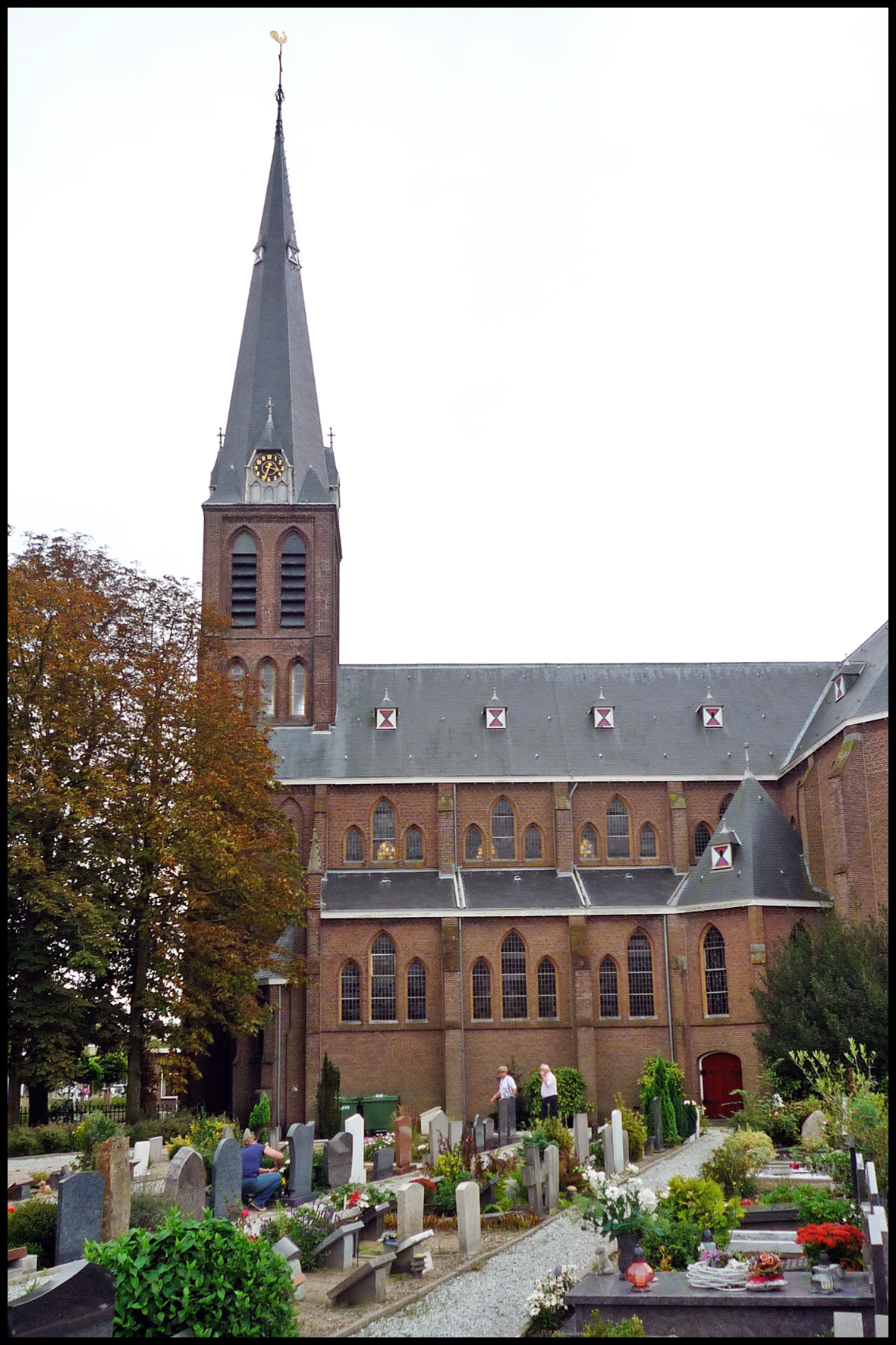
Kerk en begraafplaats
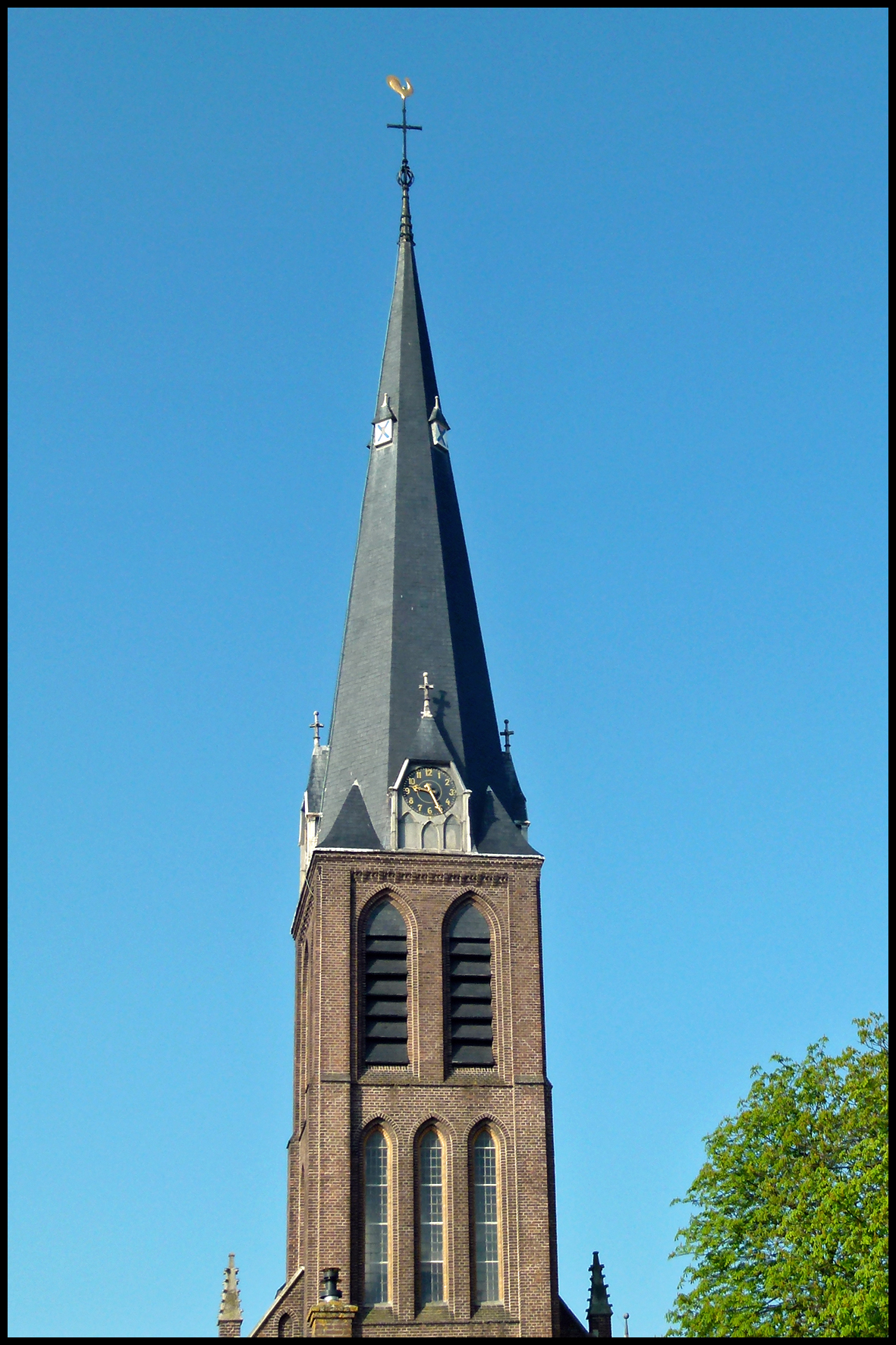
Toren
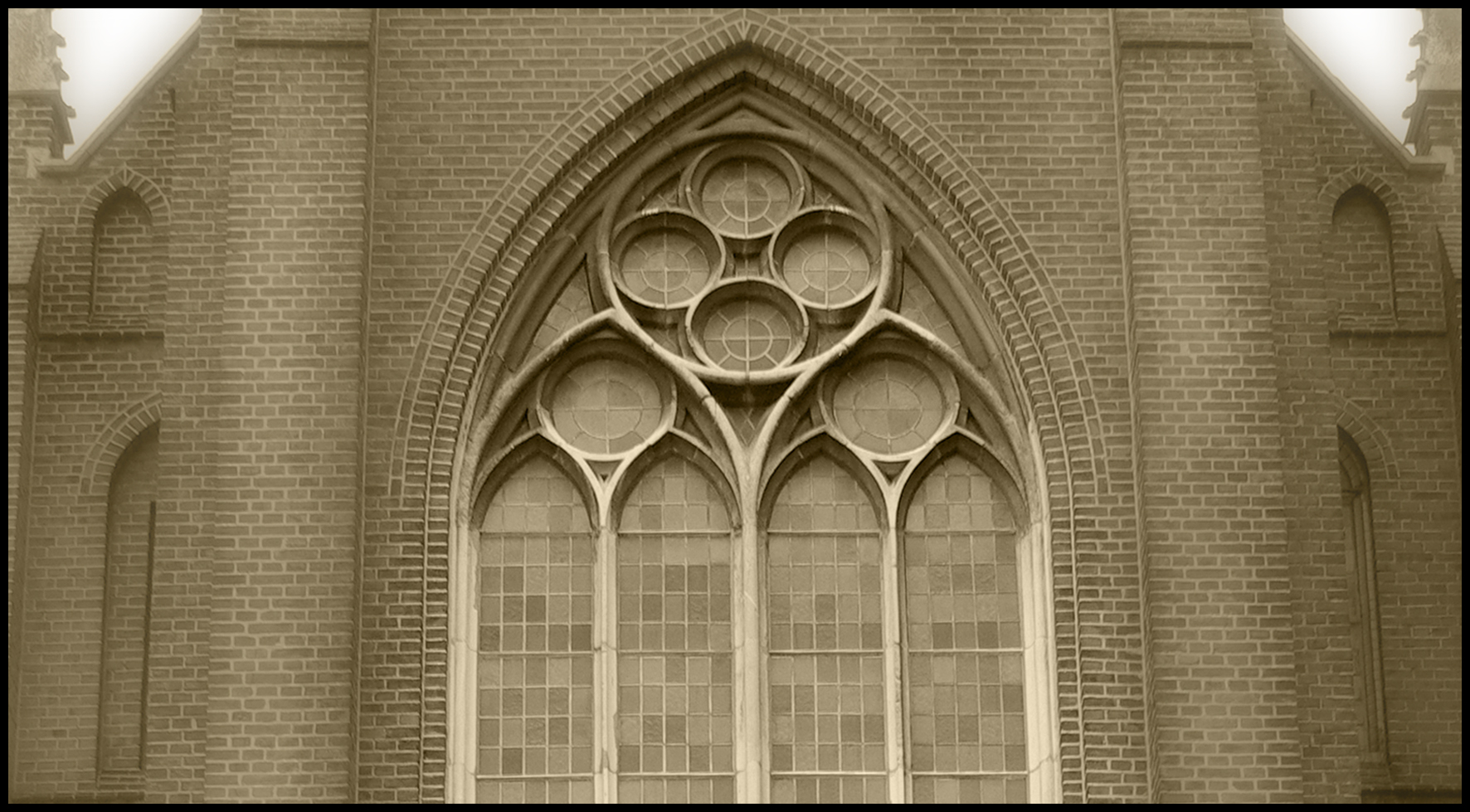
Deel van de gevel
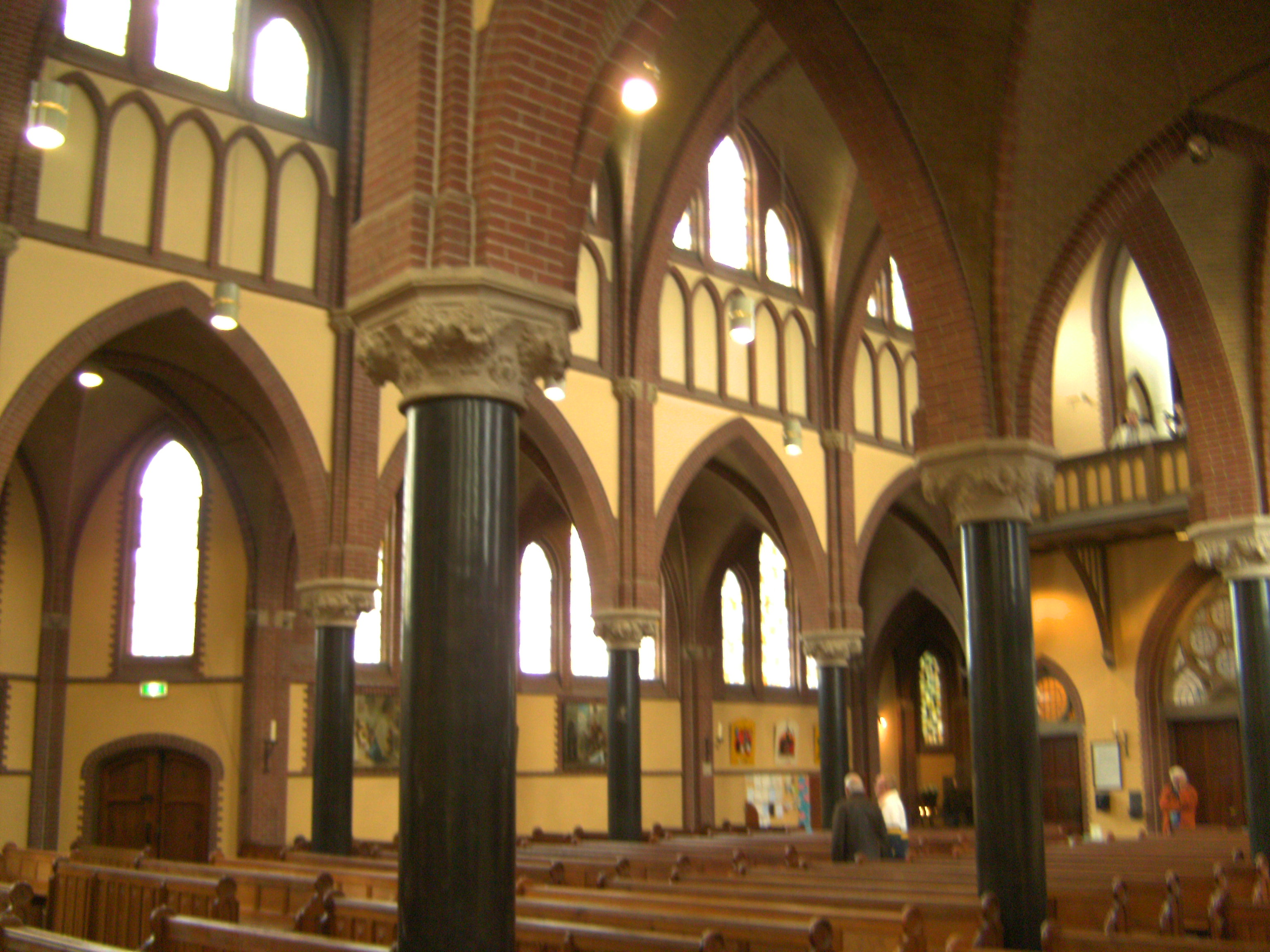
Interieur
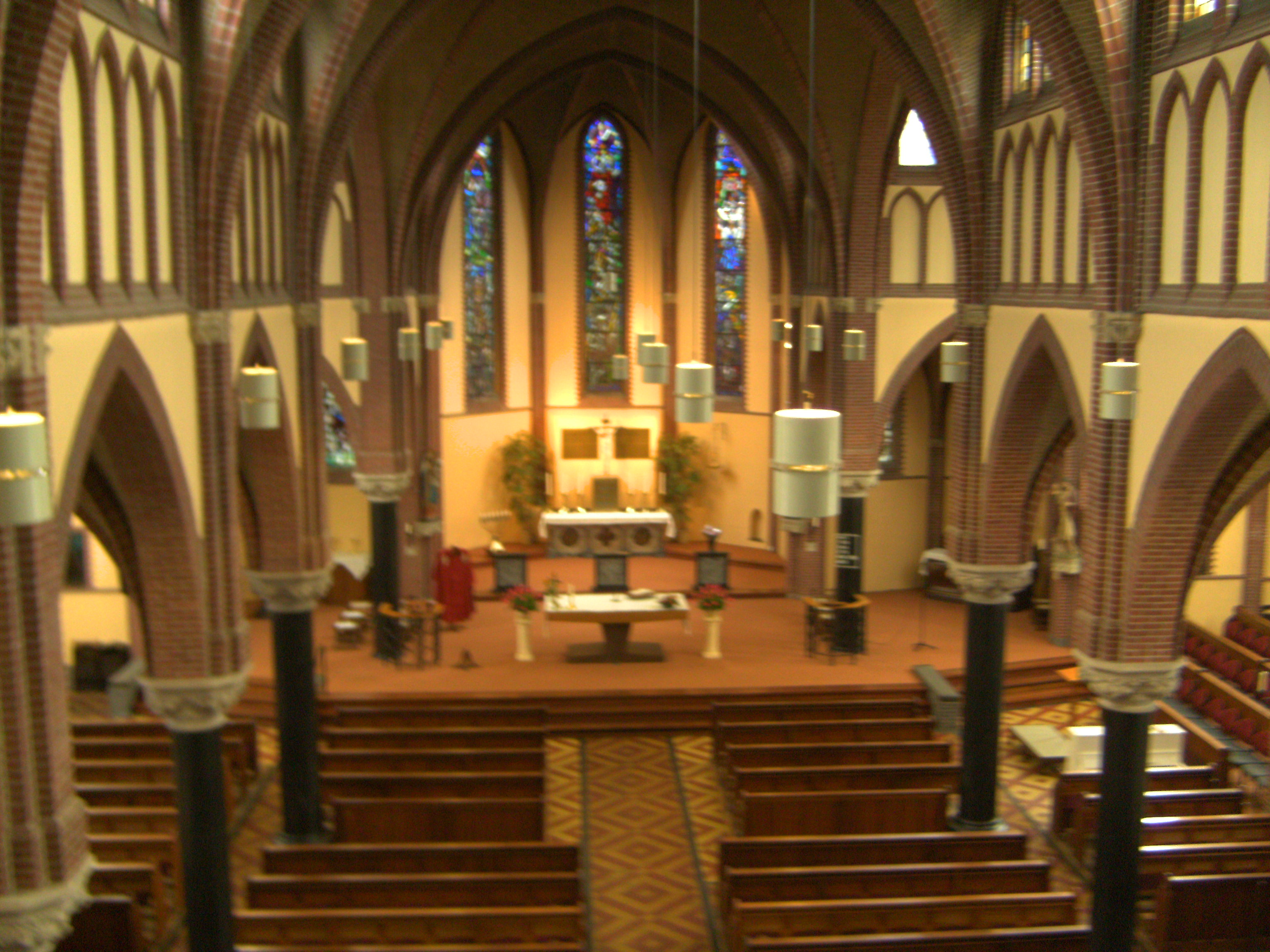
Interieur
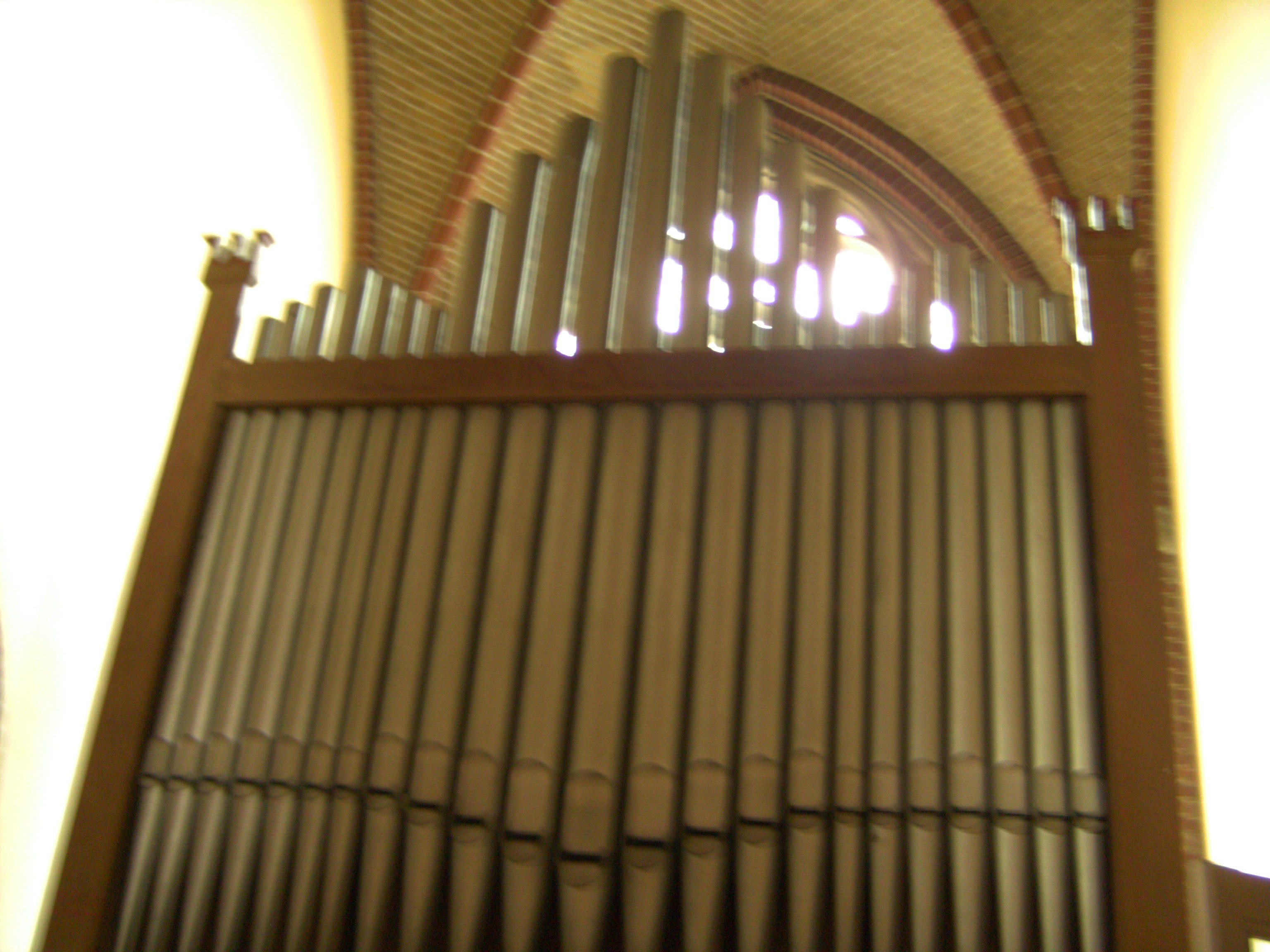
Orgel
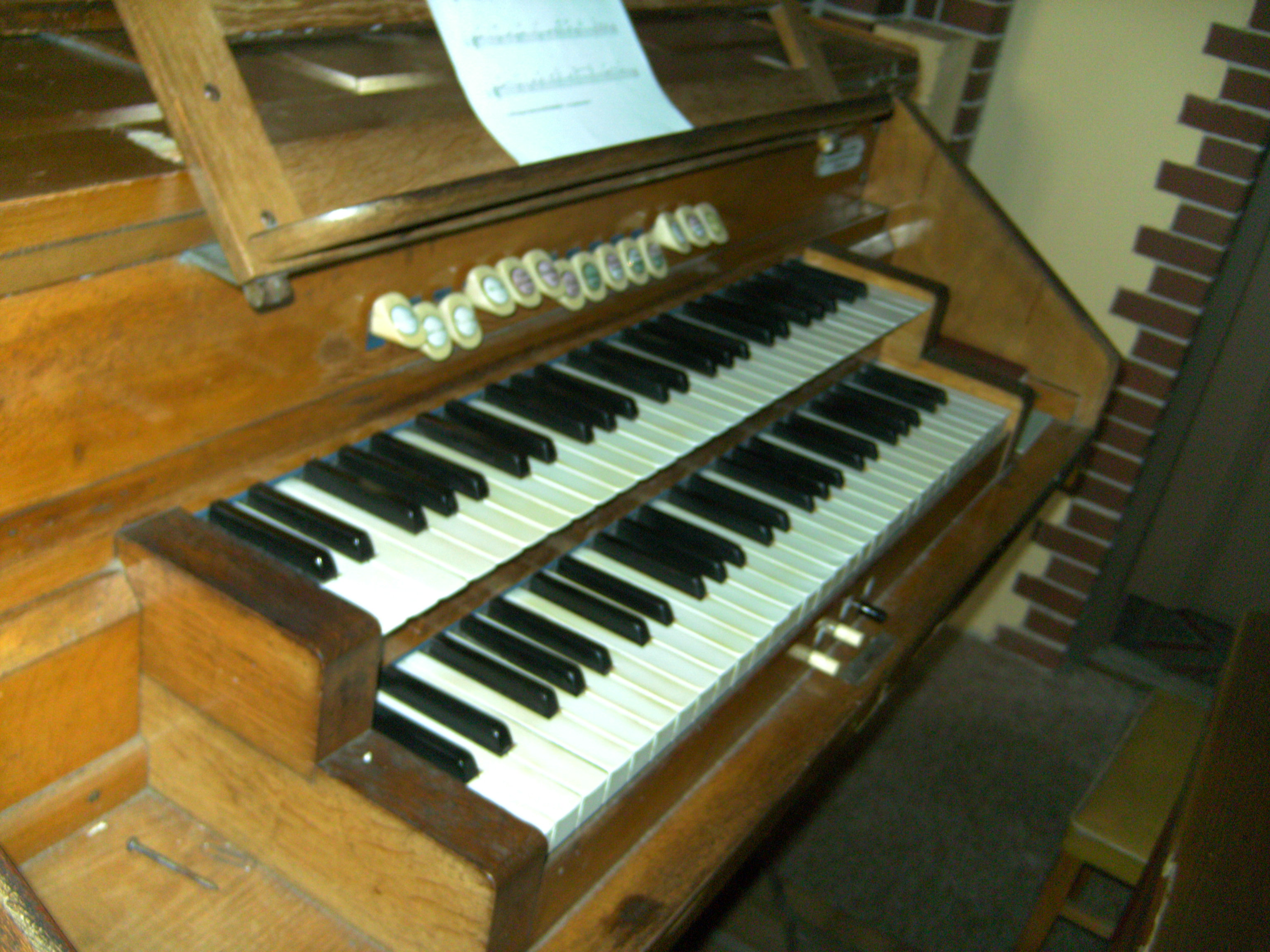
Klavierorgel